# Manuel Concha Pedregal
Manuel Santiago Concha Pedregal (Santiago, 22 de noviembre de 1881-ibíd, 7 de septiembre de 1939) fue un policía chileno. Entre 1931 y 1932, ejerció como general director de Carabineros de Chile, siendo el primero en el cargo.

## Familia
Nació en Santiago de Chile, el 22 de noviembre de 1881. Fue uno de los seis hijos del matrimonio compuesto por José Manuel de Santiago Concha y Aldunate Lastra y de Juana Rosa del Pedregal Neumann.

## Carrera policial
Por otra parte, el 18 de noviembre de 1920, se produjo la visita del miembro de la familia real española Fernando de Baviera y Borbón; correspondiéndole las acciones protocolarias de la policía en Magallanes.
En 1925, fue destinado como prefecto a Santiago, desempeñándose nuevamente en misión protocolaria durante la visita del príncipe italiano Humberto II (hijo del rey Víctor Manuel III). Así también, fue distinguido por esa labor, como oficial de la Orden de la Corona de Italia.

### General director de Carabineros
Este último año marcado por una crisis política, llevó a la renuncia de Ibáñez del Campo a la presidencia (el 21 de julio) y a Viaux a la dirección general de Carabineros (el 3 de agosto). Por consiguiente, el 6 de agosto, bajo la vicepresidencia Juan Esteban Montero y mediante el decreto supremo n° 2.703, fue nombrado como general director de Carabineros, quebrando el paradigma institucional al ascender a ese rango a un exoficial de la Policías Fiscales. En ese momento, manifestó que:

"Esta resolución del supremo gobierno viene a convertir en realidad un antiguo anhelo de Carabineros de Chile: tener al frente de la autoridad máxima de la institución a un jefe formado en sus propias filas".

Pese a diversas modificaciones, aún no era ascendido a general, puesto que no existía esa plaza en el escalafón de Carabineros. Luego de varios sucesos, finalmente el 20 de abril de 1932, fue promulgada la ley n° 5.109, modificando la normativa que determinaba la planta y los grados de la institución. Esta reemplazó el cargo de director general al de general director y el de subdirector por el de coronel inspector subdirector. Al día siguiente, por medio del decreto supremo n° 1.263, se le ascendió oficialmente a general. Desde entonces, el mando de la institución es ejercido siempre por un oficial de Carabineros, confirmando la separación total del Ejército.

Coincidiendo con el golpe de Estado del 4 de junio de 1932 contra el presidente Montero, renunció al cargo debido a una imposibilidad física. Falleció el 7 de septiembre de 1939, a los 57 años.

### Historial militar
Su historial de ascensos en la Policía de Santiago y Carabineros de Chile fue el siguiente:
- 1906: Aspirante a oficial
- 1907: Subinspector
- 1909: Inspector
- 1924: Subprefecto
- 1925: Prefecto
- 1927: Coronel
- 1930: Coronel inspector
- 1931: General director
- 1932: General